# Peristicta
Peristicta – rodzaj ważek z rodziny łątkowatych (Coenagrionidae). Do 2013 roku był zaliczany do rodziny Protoneuridae. Obejmuje gatunki występujące w Ameryce Południowej – w Brazylii, Argentynie, Paragwaju i Urugwaju.

## Podział systematyczny
Do rodzaju należą następujące gatunki:
- Peristicta aeneoviridis Calvert, 1909
- Peristicta forceps Hagen in Selys, 1860
- Peristicta gauchae Santos, 1968
- Peristicta guarellae Anjos-Santos & Pessacq, 2013
- Peristicta jalmosi Pessacq & Costa, 2007
- Peristicta janiceae Pessacq & Costa, 2007
- Peristicta lizeria Navás, 1920
- Peristicta muzoni Pessacq & Costa, 2007

Gatunkiem typowym jest Peristicta forceps.